# Çine, Burdur
Gökpınar là một xã thuộc thành phố Burdur, tỉnh Burdur, Thổ Nhĩ Kỳ.